# Ко сам ја
Ко сам ја је хип хоп ЕП и сингл српског репера Блоковског, који је изашао за дигитално преузимање. Сингл издање садржи песму Ко сам ја, њену ремикс верзију коју је радио Panzer Kunst, продуцент из Белгије, заједно са продуцентима Brussels, BE. У оквиру издања нашли су се и инструментал. Снимано је у студију Царски рез, а микс и мастер, као и оригинални бит радио је Куер.
Дизајн и фотографију за омот сингла радио је Пеђа Паровић (за Зинедин продукцију).

## Песме
| Бр. | Назив песме                     | Гости | Продукција | Трајање |
| --- | ------------------------------- | ----- | ---------- | ------- |
| 1.  | Ко сам ја                       |       | Куер       | 04:03   |
| 2.  | Ко сам ја (ремикс)              |       | , и        | 04:47   |
| 3.  | Ко сам ја (инструментал         |       |            | 04:03   |
| 4.  | Ко сам ја (ремикс инструментал) |       |            | 04:47   |